# Еркасов, Рахметулла Шарапиденович
Рахметулла Шарапиденович Еркасов (24.02.1948) — специалист в области химии, доктор химических наук, Профессор, Академик Нью-йоркской академии наук, Академик Академии естественных наук РК.

## Биография
Родился 24 февраля 1948 года в селе Успенка Успенского района Павлодарской области.
В 1966 году поступил на химический факультет Томского государственного университета им. В. В. Куйбышева. После 2-го курса перевелся в Казахский государственный университет им. С. М. Кирова, который окончил в 1971 году. С 1973 по 1976 год учился в аспирантуре Казахского государственного университета имени С. М. Кирова.
В 1976 году защитил кандидатскую диссертацию на тему «Исследование взаимодействия неорганических кислот с бензамидом и ацетанилидом». В 1992 году защитил докторскую диссертация на тему «Физико-химические основы синтеза и свойства соединений неорганических кислот с производными ацетамида, перспективы их применения» защитил в Воронежском государственном университете.

## Трудовая деятельность
1. 1971—1973 — стажер-исследователь кафедры неорганической химии КазГУ имени С. М. Кирова
2. 1976—1994 — ассистент, стр. преподаватель, доцент, профессор кафедры неорганической химии КазГУ им. С. М. Кирова
3. 1994—1997 — зав.кафедрой неорганический химии КазНУ им. Аль-Фараби
4. 1997—2001 — проректор по научной работе и международным связям ЕНУ им. Л. Н. Гумилева
5. 2001—2005 — первый проректор Кокшетауского гос. университета им. Ш.Уалиханова
6. 2005—2006 — декан Естественно-технического факультета ЕНУ им. Л. Н. Гумилева
7. 2006—2009 — директор регионального химико-технологического комплекса, заведующий кафедрой химии и химической технологии Павлодарского гос. университета им. С.Торайгырова
8. С 2009 года профессор кафедры химии Евразийского национального университета им. Л. Н. Гумилева

## Научная работа
Автор 2 монографии, 4 учебника, 20 методических пособий и разработок, более 450 научных статей и 10 авторских свидетельств и патентов. Под руководством его защищено 20 кандидатских диссертации, 5 PhD- диссертаций.
1. Тригидрофосфат бензамида в качестве удобрения : а. с. 638598 СССР: МКИ С07 Т 9/02 С 05 В 15/00 / Б. А. Беремжанов, Н. Н. Нурахметов, Р. Ш. Еркасов. — Заявлено 14.07.77; опубл. 25.12.78, Бюл. № 47
2. Ацетилкарбаминовая соль фосфорной кислоты в качестве удобрения: а. с. 776041 СССР: МКИ С 07 Т 9/02 С 05 В 15 /00 / Б. А. Беремжанов, Н. Н. Нурахметов, Р. Ш. Еркасов, А. М. Шайхина — Заявлено 13.04.79
3. Огнеупорная обмазка: а. с. 1751969 : МКИ С 04 В 28/34 / Г. И. Ксандопуло, М. Исмаилов, Р. Ш. Еркасов, С .Н. Гангаев, А. В. Сторожев
4. Способ получения сшитого полиэлектролита : предпатент РК № 960572 / К. И. Иманбеков, Р. Ш. Еркасов, А. М. Нусипова, Е. Е. Ергожин; приоритет от 15.07.96
5. Способ получения полиамфолита: предпатент РК № 980790 / К. И. Иманбеков, Е. Е. Ергожин, Р.Ш . Еркасов, К.Х. Ж апаргазинова, А. М. Нусипова; приоритет от 20.08.98
6. Способ получения сшитого поли электролита : а. с. РК № 17986 на предпатеит № 5928 /Е. Е. Ергожин, К. И. Иманбеков, А. М. Нусипова, Р. Ш. Еркасов; опубл. 16.03.98, Бюл. № 2
7. Способ получения полиамфолита : а. с. № 23838 на предпатент РК № 8283 / Е. Е. Ергожин,Р. Ш. Еркасов, К. И. Иманбеков, К X. Жапаргазинова, А. М. Нусипова; опубл. 16.12.99, Бюл. № 12 и др.

## Награды и звания
1. Доктор химических наук (1992)
2. Профессор (1993)
3. Академик Нью-йоркской академии наук (1995)
4. Академик Академии естественных наук РК (2006)
5. Медаль «В ознаменование 100-летия со дня рождения Владимира Ильича Ленина»
6. Нагрудный знак «За заслуги в развитии науки Республики Казахстан» (2007)
7. Обладатель государственного гранта «Лучший преподаватель вуза РК»
8. Государственная стипендия для ученых, внесших выдающийся вклад в развитие науки и техники РК (2014)